# 日本蘇生協議会
一般社団法人日本蘇生協議会（にほんそせいきょうぎかい）は、日本の学術団体。

## 沿革
- 2002年1月：設立
- 2014年10月2日　一般社団法人 日本蘇生協議会を設立
- 2015年1月15日　任意団体より一般社団法人へ移行

## 所在地
- 東京都渋谷区代々木2-5-4

財団法人　日本心臓血圧研究振興会附属榊原記念病院内　
JRC事務局

## 事業
- 国内の救命法のとりまとめ
- 日本版蘇生ガイドラインの編纂
- 日本蘇生科学シンポジウムの開催

## 加盟団体
2014年度社員名簿（日本蘇生協議会公式Web掲載順）
- 愛知万博記念災害・救急医療研究会
- 日本医師会
- 日本医療学会
- 日本医療教授システム学会
- 日本救急医学会
- 日本救急医療財団
- 日本救急救命士協会
- 日本歯科麻酔学会
- 日本周産期・新生児医学会
- 日本集中治療医学会
- 日本小児科学会
- 日本小児救急医学会
- 日本小児集中治療研究会
- 日本神経救急学会
- 日本赤十字社
- 日本蘇生学会
- 日本循環器学会
- 日本内科学会
- 日本脳神経外科救急学会
- 日本脳低温療法学会
- 日本病院前救急診療医学会
- 日本麻酔科学会
- 日本臨床救急医学会
- 日本ACLS協会
- 日本Shock学会

## 国際蘇生連絡協議会
日本蘇生協議会は、アジア蘇生協議会の一員として、正式に国際蘇生連絡協議会に加盟している。
- アメリカ心臓協会　AHA: American Heart Association
- カナダ心肺蘇生財団　HSFC: Heart and Stroke Foundation of Canada
- 中南米心臓財団　IAHF: Inter American Heart Houndation
- ヨーロッパ蘇生協会　ERC: European Resuscitation Council
- オセアニア蘇生協議会　ARC&NZRC: Australian and New Zealand Committee on Resuscitation
- 南アフリカ蘇生協議会　RCSA: Resuscitation Council of SouthAfrica
- アジア蘇生協議会　RCA: Resuscitation Council of Asia